# Tychicus genitalis
Tychicus genitalis là một loài nhện trong họ Sparassidae.
Loài này thuộc chi Tychicus. Tychicus genitalis được Embrik Strand miêu tả năm 1911.